# Charles Durning
Charles Edward Durning (ur. 28 lutego 1923 w Highland Falls, w stanie Nowy Jork, zm. 24 grudnia 2012 w Nowym Jorku) – amerykański aktor filmowy, znany z licznych charakterystycznych ról drugoplanowych. Dwukrotnie nominowany do Oscara w kategorii „Najlepszy aktor drugoplanowy”. Nominacje otrzymał za role w filmach: Najlepszy mały burdelik w Teksasie (1982; reż. Colin Higgins) oraz Być albo nie być (1983; reż. Alan Johnson). Weteran II wojny światowej; uhonorowany najwyższymi amerykańskimi odznaczeniami wojskowymi, m.in. Srebrną Gwiazdą i trzykrotnie Purpurowym Sercem.

## Życiorys
Charles Durning urodził się w niewielkiej miejscowości w stanie Nowy Jork jako dziewiąte z dziesięciorga dzieci irlandzkich imigrantów. W młodości imał się różnych zajęć. Jako 20-latek zaciągnął się do wojska. Brał udział w inwazji w Normandii 6 czerwca 1944. Z jego oddziału przeżył tylko on. Po pobycie w szpitalu wrócił na front, uczestnicząc potem m.in. w bitwie o Ardeny. Był jeszcze kilka razy ranny, znów cudem uniknął śmierci, trafił do niewoli. Za odwagę i rany odniesione w walce Durning został wielokrotnie odznaczony.
Po wojnie postanowił zostać aktorem. Karierę zaczynał w teatrach Nowego Jorku. Do filmu trafił dopiero w latach 60. – mimo iż późno debiutował, udało mu się stworzyć blisko 200 aktorskich kreacji w filmach i serialach telewizyjnych. Prawdziwym przełomem okazała się rola skorumpowanego policjanta w słynnym Żądle z 1973. Od tej chwili występował regularnie w kilku produkcjach rocznie. Swoje najsłynniejsze kreacje tworzył w takich filmach jak m.in. Pieskie popołudnie (1975), Tootsie (1982) czy Hudsucker Proxy (1994). Był dwukrotnie nominowany do Oscara, jednak statuetki nigdy nie udało mu się zdobyć. W lipcu 2008 otrzymał swoją gwiazdę na słynnej Hollywoodzkiej Alei Sławy.
Durning był dwukrotnie żonaty i miał troje dzieci.
Zmarł z przyczyn naturalnych w swoim mieszkaniu na Manhattanie w wigilię Bożego Narodzenia 2012. Niemal do końca życia pozostawał aktywny zawodowo.

## Filmografia
- Na krawędzi (1970) jako Hunnicutt
- Siostry (1973) jako Joseph Larch
- Żądło (1973) jako porucznik William Snyder
- Strona tytułowa (1974) jako Murphy
- Przełęcz Złamanych Serc (1975) jako O’Brien
- Hindenburg (1975) jako kpt. Pruss
- Pieskie popołudnie (1975) jako Eugene Moretti
- Harry i Walter jadą do Nowego Jorku (1976) jako Rufus T. Crisp
- Ostatni promień blasku (1977) jako prezydent David Stevens
- Grecki magnat (1978) jako Michael Russell
- Furia (1978) jako dr Jim McKeever
- Wróg ludu (1978) jako Peter Stockmann
- Zacznijmy od nowa (1979) jako Michael „Mickey” Potter
- Czterdziestka z North Dallas (1979) jako trener Johnson
- Kiedy dzwoni nieznajomy (1979) jako John Clifford
- Wielka wyprawa muppetów (1979) jako Doc Hopper
- Jeszcze raz Pearl Harbor (1980) jako senator Samuel Chapman
- Mroczna noc stracha na wróble (1981) jako Otis P. Hazelrigg
- Prawdziwe wyznania (1981) jako Jack Amsterdam
- Sprawa Sharky’ego (1981) jako Friscoe
- Tootsie (1982) jako Leslie „Les” Nichols, ojciec Julie
- Najlepszy mały burdelik w Teksasie (1982) jako gubernator
- Być albo nie być (1983) jako płk Erhardt
- W swoim rodzaju (1983) jako Charlie
- Człowiek w czerwonym bucie (1985) jako Ross
- Śmierć komiwojażera (1985) jako Charley
- Twardziele (1986) jako Deke Yablonski
- Wielki kłopot (1986) jako O’Mara
- Różaniec morderstw (1987) jako o. Ted Nabors
- Człowiek, który zerwał 1000 łańcuchów (1987) jako Hardy
- Szczęśliwego Nowego Roku (1987) jako Charlie
- Daleko na północy (1988) jako Bertrum
- Gliniarz (1988) jako Dutch Peltz
- Brenda Starr (1989) jako Francis I. Livright
- Dick Tracy (1990) jako Brandon
- Detektyw w szpilkach (1991) jako Bobby Mallory
- Magia przypadku (1993) jako Bill Flower
- W potrzasku (1993) jako John Clifford
- Narzeczona dla geniusza (1994) jako Louis Bamberger
- Hudsucker Proxy (1994) jako Waring Hudsucker
- Harfa traw (1995) jako wielebny Buster
- Kolacja z arszenikiem (1995) jako wielebny Gerald Hutchens
- Wakacje w domu (1995) jako Henry Larson
- Szklanką po łapkach (1996) jako dyrektor
- Szczęśliwy dzień (1996) jako Lew
- Pani Mikołajowa (1996) jako Święty Mikołaj
- Hollywood atakuje (2000) jako burmistrz George Bailey
- Bracie, gdzie jesteś? (2000) jako gubernator Pappy O’Daniel
- Bardzo wredne typki (2000) jako Paddy Mulroney
- W służbie prawa (2001) jako Stuart Steele
- Chłopak na święta (2004) jako Święty Mikołaj
- Niecne uczynki (2005) jako Victor Rasdale
- Desperacja (2006) jako Tom Billingsley
- Kolory życia (2006) jako Yammi
- 4 miliony do szczęścia (2006) jako Eddie O’Brien
- Chłopcy z Chatham (2008) jako John Bartlett
- Rozdanie (2008) jako Charlie Adler
- Banda amatorów (2008) jako Charlie Rosenberg

## Nagrody
- Złoty Glob Najlepszy aktor drugoplanowy w serialu, miniserialu lub filmie telewizyjnym: 1990 The Kennedys of Massachusetts